# Loch Leven (Perth and Kinross)
Loch Leven ist ein Süßwassersee an der Ostgrenze der schottischen Council Area Perth and Kinross. Bei dem östlich von Kinross und Milnathort gelegenen Gewässer handelt es sich um den größten See der Central Lowlands. Etwa neun Kilometer östlich liegt Glenrothes.
An seiner breitesten Stelle misst Loch Leven etwa 3,5 Kilometer bei einer Länge von maximal 5 Kilometern. Er weist dabei eine Fläche von 16,1 km² und einen Umfang von 16 km auf. Loch Leven besitzt mehrere kleine Zuflüsse. Einziger Abfluss ist der Leven, der im Südosten den See verlässt und nach 26 km in Leven in den Firth of Forth mündet. Im Zuge der Begradigung des Leven zu Beginn des 19. Jahrhunderts wurden Installationen zur Regulierung des Abflusses errichtet.
In Loch Leven gibt es einen Crannóg (Canmore 27881) und mehrere Inseln, von denen die etwa einen Kilometer lange und 500 m breite St Serf’s Island im Südosten des Sees die größte ist. Auf Castle Island liegen die Ruinen von Loch Leven Castle, in dem Maria Stuart, Königin von Schottland, im Sommer des Jahres 1567 festgesetzt wurde. Ihre Flucht gelang im Frühling 1568.
1964 wurde Loch Leven unter Naturschutz gestellt. Nördlich des Sees stehen die Orwell Stones. An den Ufern des Sees und insbesondere auf St Serf’s Island überwintern zahlreiche Zugvögel. Auch befinden sich dort Nistplätze verschiedener Wildvögel.

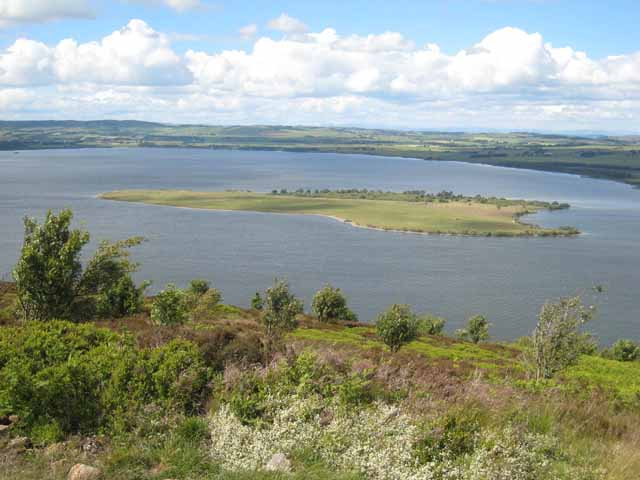
St Serf’s Island
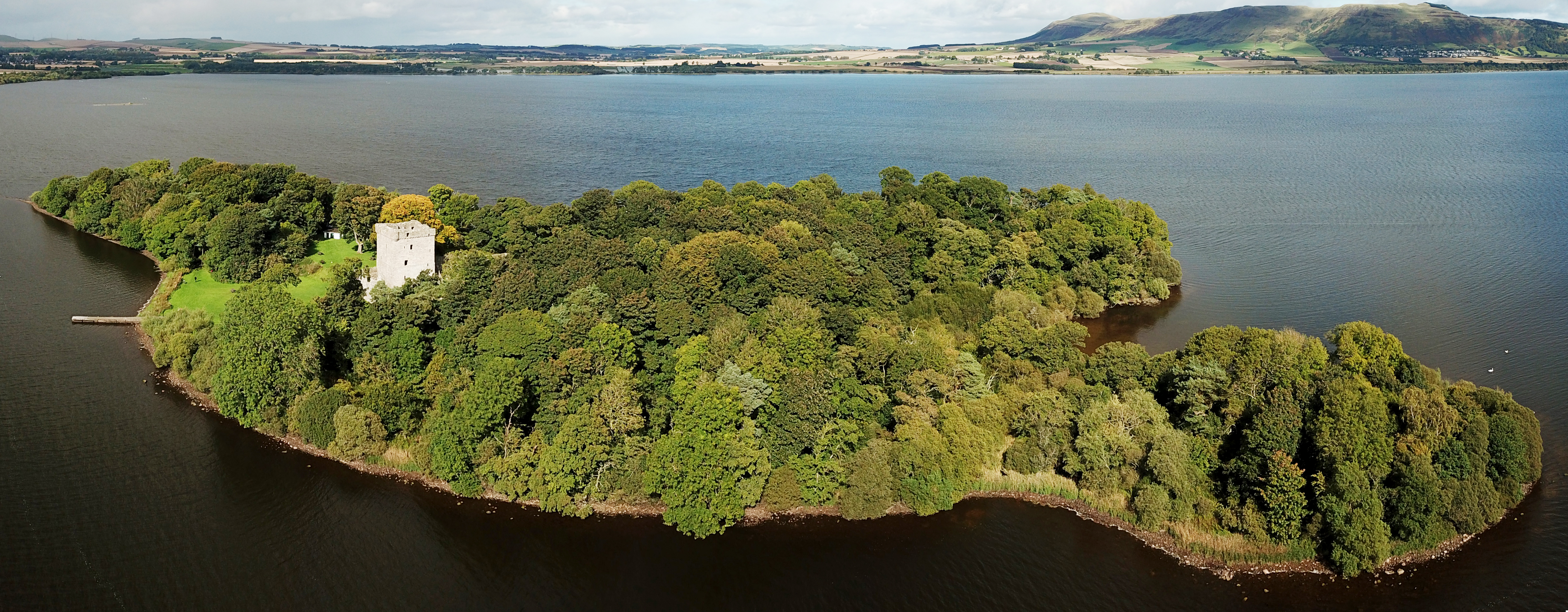
Castle Island
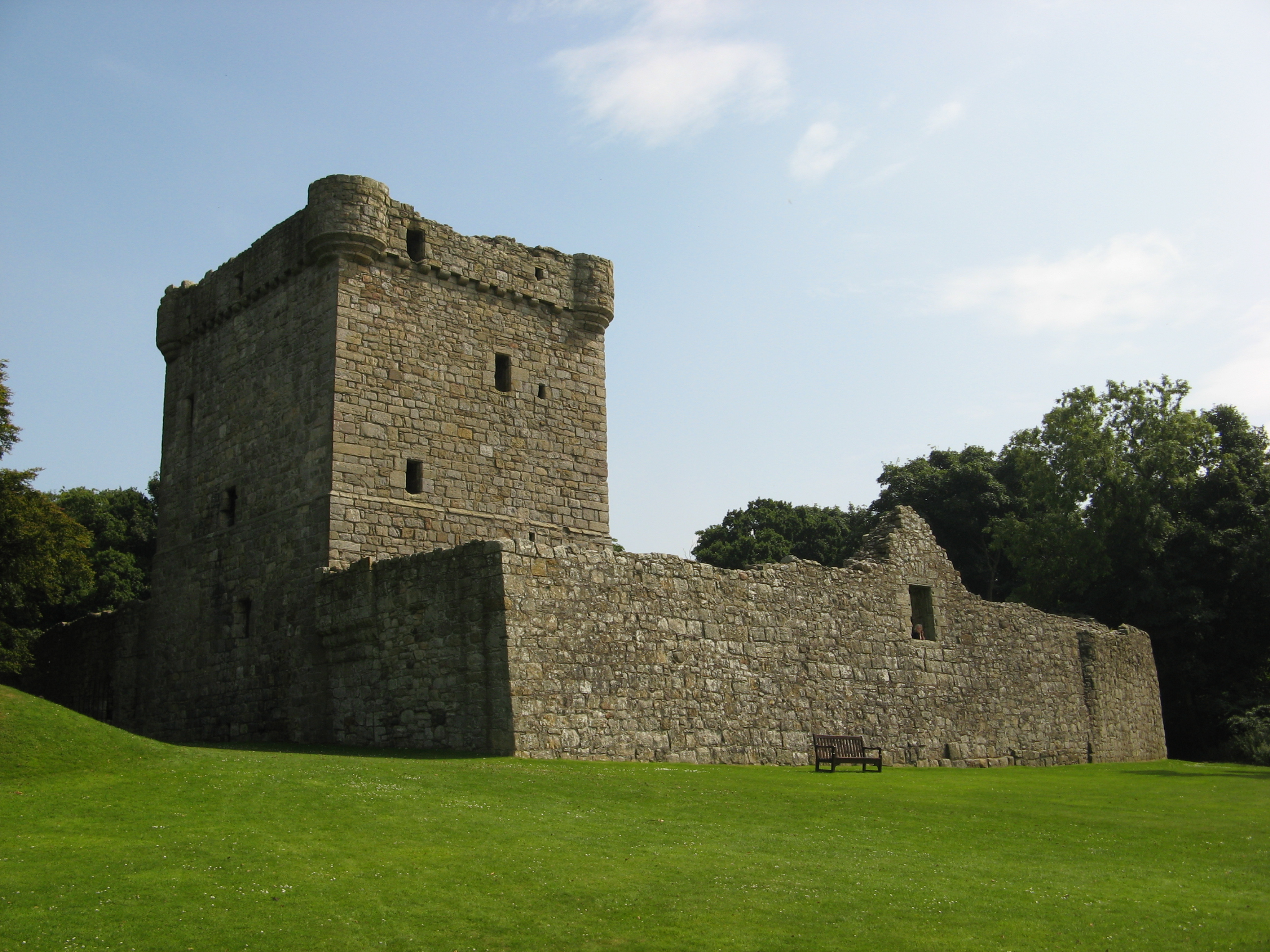
Loch Leven Castle
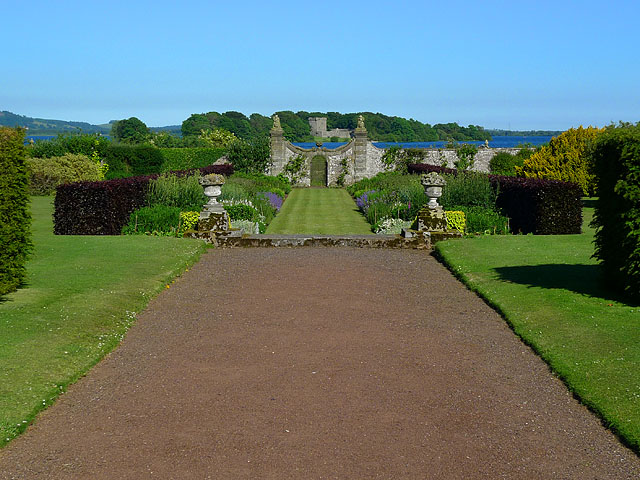
Blick von Kinross House auf Loch Leven (Castle)
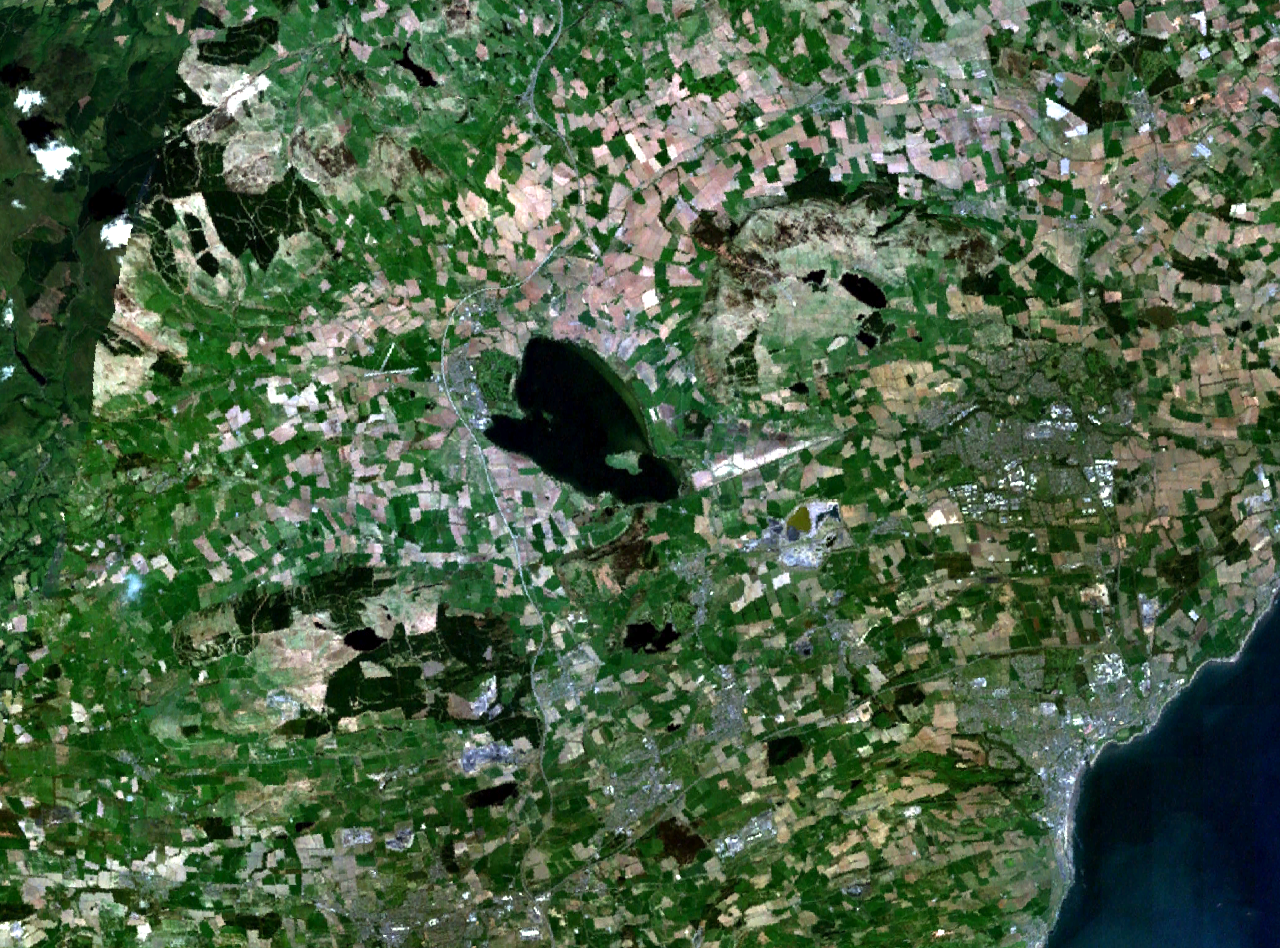
Satellitenbild von Loch Leven